# رابرت بی. هوول
رابرت بی. هوول (به انگلیسی: Robert Beecher Howell) سناتور سابق عضو حزب جمهوری‌خواه ایالات متحده آمریکا بود. وی در سال ۱۹۲۳ تا ۱۹۳۳ میلادی سناتور ایالت نبراسکا در سنای ایالات متحده آمریکا بود.